# Uvaroviobia luanensis
Uvaroviobia luanensis är en insektsart som först beskrevs av Boris Petrovich Uvarov 1953.  Uvaroviobia luanensis ingår i släktet Uvaroviobia och familjen Thericleidae. Inga underarter finns listade i Catalogue of Life.